# Konstantin Nelipčić
Konstantin Nelipčić († prije 1375.), hrvatski velikaš podrijetlom iz velikaške obitelji Nelipić (Nelipčić).
Sin kneza Isana II. Nelipčića (Izan II.), vladao je područjem oko rijeke Krke sa sjedištem u Ključiću i Nečvenu. Bio je član pratnje hrvatskih banova iz obitelji Šubić Bribirski, a početkom 14. stoljeća obnašao je i dužnost humskog kneza.
Nakon poraza bana Mladena II. u bici kod Blizne 1322. godine, Konstantin se spominje kao jedan od najbližih suradnika svog strica, vojvode Nelipca II. Cetinskog († 1344.).
Konstantinov sin Nelipac III. († o. 1421.) obnašao je dužnost skradinskoga kapetana i kaštelana (1388. – 1394.) te se istaknuo u borbama protiv bosanskog kralja Tvrtka i vranskog priora Ivana Paližne potkraj 14. stoljeća. Njegovom smrću izumire ova grana roda.